# Ludwig Zeitz
Ludwig Friedrich Zeitz (* 27. März 1901 in Sulzbach/Saar; † 1963 ebenda) war ein deutscher Ingenieur und Sportfunktionär.

## Leben
Ludwig Zeitz erlernte nach seiner Schulausbildung den Beruf des Maschinenschlossers und Drehers, besuchte eine Höhere Technische Lehranstalt mit dem Abschluss Ingenieur und war bis 1934 selbständig tätig, als er beim Deutschen Reichsbund für Leibesübungen eine Sportausbildung absolvierte. Dort wurde er Sportreferent und war lange Jahre Präsident des Fußballvereins Blau-Weiß 90 Berlin. Das Amt des Sportreferenten hatte er von 1934 bis 1945 inne. 
1936 war das Jahr der Olympischen Sommerspiele in Berlin. Zeitz war bei der Planung und Durchführung der Spiele eingesetzt. Dafür wurde er später mit einer Verdienstmedaille und Ehrendiplom geehrt. 1940 wurde ihm das Große Ehrendiplom des Deutschen Reichsbundes für Leibesübungen verliehen.
Nach dem Krieg kehrte er in das Saarland zurück und wurde Sportlehrer und im Februar 1947 zum Leiter der Sportstelle der Régie des Mines ernannt. Bei den Olympischen Spielen 1952 in Helsinki war er Delegationsmitglied des Saarlandes, das zu diesen Spielen noch eine eigene Mannschaft entsandt hatte. Zu den Spielen 1956 hatte das Saarland auf eine Teilnahme zugunsten einer gesamtdeutschen Mannschaft verzichtet. 1953 erhielt Zeitz die offizielle Ernennung zum Olympiainspekteur des Olympischen Komitee des Saarlandes. Dieses Amt übte er bis zu dessen Auflösung 1957 aus. 
Er war lange Zeit Vorsitzender seines Heimatvereins SC Viktoria 1912 Hühnerfeld, dessen Ehrenpräsident er war.
Seit 2003 gibt es ein Ludwig-Zeitz-Stadion in Hühnerfeld, Stadtteil von Sulzbach/Saar.